# Верхнє Девлізерово
Верхнє Девлізе́рово (рос. Верхнее Девлизерово, чув. Çӳлти Вăрманъял) — присілок у складі Канаського району Чувашії, Росія. Входить до складу Середньокібецького сільського поселення.
Населення — 210 осіб (2010; 212 у 2002).
Національний склад:
- чуваші — 99 %